# أستاذ مساعد
الأستاذ المساعد (بالإنجليزية: Assistant Professor)‏ هي درجة أكاديمية يختلف تعريفها باختلاف المدارس الأكاديمية.

## في جامعات أمريكا الشمالية
في جامعات أمريكا الشمالية والجامعات التي تجري على نهجها، تعد درجة «أستاذ مساعد» أول درجة على سلم الأستاذية الأكاديمية بعد الحصول على درجة الدكتوراه (أي أنها تعادل درجة مدرس في مصر ودول أخرى).

## في جامعات أخرى
في جامعات أخرى (كالجامعات المصرية على سبيل المثال) تقع درجة الأستاذ المساعد على السلم الأكاديمي فوق درجة المدرس، وهي تُمنح ـ وفقًا لقواعد الترقي بالمجلس الأعلى للجامعات المصرية ـ للمدرسين الذين قاموا بعمل أكثر من بحث في مجالٍ معين وتدل على تميزهم العلمي منشورة في دوريات علمية عالمية أو إقليمية متميزة متخصصة ومحكمة وألا يَقِلَّ مُجمل الإنتاج العلمي الذي أُجيزَ له عن أربعة أبحاث، منها بحثان على الأقل بتقدير جيد ، وبذلك تعادل هذه الدرجة ـ وفقًا للنظام الأكاديمي المصري ـ الدرجة التي يُطلق في أمريكا الشمالية «أستاذ مشارك».